# Кастелпото
Кастелпото је насеље у Италији у округу Беневенто, региону Кампанија.
Према процени из 2011. у насељу је живело 1016 становника. Насеље се налази на надморској висини од 277 м.

## Становништво
| 1951. | 1961. | 1971. | 1981. | 1991. | 2001. | 2011. |
| ----- | ----- | ----- | ----- | ----- | ----- | ----- |
| 2.415 | 2.173 | 1.802 | 1.707 | 1.630 | 1.476 | 1.326 |